# Labastide-Murat
Labastide-Murat är en kommun i departementet Lot i regionen Occitanien i södra Frankrike. Kommunen ligger i kantonen Labastide-Murat som tillhör arrondissementet Gourdon. År 2018 hade Labastide-Murat 645 invånare.

## Befolkningsutveckling
Antalet invånare i kommunen Labastide-Murat
| Referens: INSEE |